# Bart Mastronardi
Bart Mastronardi est un acteur, réalisateur, scénariste, directeur de la photographie et producteur de cinéma américain. Il est né le 23 mai 1972 dans le Queens, à New York, aux États-Unis. Il est descendant d’immigrants italiens catholiques et a grandi à New York, à Brooklyn et dans le Queens. Il a déménagé en 2016 à Los Angeles.
Il réside à New York, où il enseigne la caméra, l’éclairage et le métier de réalisateur à la prestigieuse New York Film Academy. Son premier long métrage Vindication a été salué par des magazines tels que Fangoria Magazine et a été récompensé dans divers festivals internationaux.

## Filmographie
| Année | Film                           | Réalisateur | Directeur de la photographie | Producteur | Scénariste | Acteur | Notes                                 |
| ----- | ------------------------------ | ----------- | ---------------------------- | ---------- | ---------- | ------ | ------------------------------------- |
| 2006  | Vindication                    | Oui         | Oui                          |            | Oui        | Oui    | joue le démon                         |
| 2007  | Ding Dong Date (court métrage) |             | Oui                          |            |            |        |                                       |
| 2007  | The Blood Shed                 |             | Oui                          |            |            |        |                                       |
| 2008  | Pink Eye                       |             | Oui                          |            |            |        | Directeur de la photographie 2e unité |
| 2009  | Crossed                        |             | Oui                          |            |            |        |                                       |
| 2009  | Experiment 7                   |             |                              |            |            | Oui    | joue Plaid Mutant                     |
| 2009  | Contact (court métrage)        |             |                              | Oui        |            | Oui    | Coproducteur                          |
| 2011  | The Sadist                     |             |                              |            |            | Oui    | joue le patient mental                |
| 2012  | Razor Days                     |             | Oui                          |            |            |        |                                       |
| 2013  | Gallery of Fear                |             | Oui                          | Oui        |            |        |                                       |
| 2014  | Tales of Poe                   | Oui         | Oui                          | Oui        | Oui        |        | post-production                       |